# クィントゥス・ウァレリウス・ファルト
クィントゥス・ウァレリウス・ファルト（ラテン語: Quintus Valerius Falto）は共和政ローマ中期の政治家、軍人。第一次ポエニ戦争のローマの勝利を決定付けた、紀元前241年のアエガテス諸島沖の海戦においてローマ艦隊を率いた。

## 出自
パトリキ（貴族）であるウァレリウス氏族の出身。父のプラエノーメン（第一名、個人名）はクィントゥス、祖父はプブリウスで、紀元前238年の執政官であるプブリウス・ウァレリウス・ファルトとは兄弟である。

## 経歴
紀元前242年にプラエトル・ウルバヌス（首都法務官）に任命されたが、彼はプラエトルとして軍事指揮権であるインペリウムを与えられた最初の例となった。これはその年の執政官の一人であったアウルス・ポストゥミウス・アルビヌスが宗教的な理由でローマを離れることができなかったための処置であったが、カルタゴとの戦争のためにプラエトルが2人に増員されていたために可能な手段であった。
翌紀元前241年にもプロプラエトルとして軍の指揮を続けた。総司令官であるガイウス・ルタティウス・カトゥルスがドレパナの戦いで負傷したため、ファルトがローマ軍の司令官となって、アエガテス諸島沖の海戦に勝利した。このため、ローマに帰還してからは、カトゥルス同様に凱旋式を実施する権利を求めたが、執政官でなかったこともあって、一旦は拒否された。ケンソルのアウルス・アティリウス・カラティヌス（通常ケンソルは執政官を経験した「長老」が就任する）の調停もファルトに不利なものであったが、ローマ市民はファルトの栄誉を讃える事を望んだため、結局紀元前241年10月6日にファルトの凱旋式が挙行された.。
紀元前239年にはガイウス・マミリウス・トゥッリヌスとともに執政官に選出されたが、詳しい業績は不明である。

## 参考資料
1. ↑  Chisholm, Hugh, ed. (1911). "Catulus" . Encyclopædia Britannica (英語) (11th ed.). Cambridge University Press.
2. ↑  Smith, William (1870). Dictionary of Greek and Roman biography and mythology. 2. Boston, Little. p. 135